# Placebo (album)
Pour les articles homonymes, voir placebo.
Albums de Placebo
Without You I'm Nothing
(1998)
Singles
1. Come Home
Sortie : 1er avril 1996
2. 36 Degrees
Sortie : 3 juillet 1996
3. Teenage Angst
Sortie : 16 septembre 1996
4. Nancy Boy
Sortie : 20 janvier 1997
5. Bruise Pristine
Sortie : 12 mai 1997

Placebo est le premier album de Placebo, sorti en 1996 chez Elevator Music, et le seul enregistré avec Robert Schultzberg en tant que batteur.

## Historique
C'est entrecoupé d'innombrables concerts en vue de se faire connaître et d'acquérir de l'expérience, que Brian Molko, Stefan Olsdal et Robert Schultzberg enregistrent leur premier album aux studios Westland de Dublin durant le printemps 1996 en compagnie du producteur Brad Wood.
Sex, drugs and rock'n roll est le leitmotiv de ce premier album qui touche d'ailleurs une génération de fans par le mal-être adolescent exprimé par certains textes comme Teenage Angst, 36 Degrees ou encore Come Home. L'ambiguïté sexuelle véhiculée par le groupe prend ses racines ici, dans des titres comme Lady of the Flowers, qui évoque un travesti et s'inspire du roman Notre-Dame des Fleurs de Jean Genet, le single Nancy Boy, qui marque le début du succès du groupe et évoque la bisexualité de Brian Molko, tout comme le fait Hang On To Your IQ de façon plus indirecte. Le groupe a recours à des instruments pour enfants sur le titre Hang On To Your IQ et à un didgeridoo sur I Know.
L'album sort le 17 juin 1996 chez Elevator Music sous label d'Hut Recordings et de Virgin. Quelques mois plus tard, Robert Schulzberg quitte le groupe pour cause de mésentente avec Brian Molko. Il est très vite remplacé par Steve Hewitt, dès le 13 octobre 1996 sur la scène du Rockfabrik d'Augsbourg en Allemagne. Hewitt reste membre officiel du groupe jusqu'au 17 octobre 2007.

## Pochette de l'album
La pochette de l'album Placebo présente la photo d'un jeune garçon blond britannique préadolescent nommé David Fox qui est vêtu d'un pull rouge beaucoup trop grand pour lui et qui grimace à moitié. La photo a été prise sur fond de mur d'immeubles.
En 2012, le jeune Britannique, âgé de 28 ans, menace de porter plainte contre le groupe pour usage abusif de la pochette de l'album, dont la photo avait été prise par son cousin à l'époque, car le succès de l'album aurait ruiné sa vie et l'aurait contraint d'arrêter sa scolarité afin d'éviter les moqueries de ses camarades.

## Classements et certifications
L'album s'est classé à la 5e place des charts au Royaume-Uni et à la 50e place en France et est respectivement disque de platine et disque d'or dans ces deux pays,. Il est également disque d'or en Belgique. Le single Nancy Boy est celui qui a eu le plus de succès, se classant à la 4e place au Royaume-Uni.

## Accueil critique
Ben Yates, de Drowned in Sound, lui donne la note de 9/10, évoquant une « victoire écrasante en termes de créativité », Molko « construisant des riffs simples mais néanmoins novateurs alors que sa voix nasillarde produit un effet tout à fait mémorable », et estimant que l'album est « l'un des meilleurs disques de rock alternatif du 20e siècle ». Le site Sputnikmusic lui donne 4,5 étoiles sur 5, évoquant un album « fantastique, rafraichissant et excitant » et mettant particulièrement en avant 36 Degrees, Teenage Angst, Lady of the Flowers et Bruise Pristine alors que seuls Bionic et Swallow sont en dessous du lot. Le site albumrock lui donne 4,5 étoiles sur 5, estimant que « la plus grande qualité de cet album réside dans son caractère brut de décoffrage, épuré et cash, doublé d'une épatante homogénéité. Sans compter ces riffs terribles qui constituent l'ossature quasi-exclusive des chansons » et mettant en avant Bruise Pristine, « explosion de rage d'une rare intensité […] le tout meilleur titre du groupe, encore inégalé à ce jour »,  Come Home, « brutal et enlevé » et I Know, « violemment mélancolique et confondant de douleur et de ressentiment ».
Nitsuh Abebe, de AllMusic, lui donne 3 étoiles sur 5, affirmant que « le côté mélodramatique de l'album peut dépasser le seuil de tolérance de la plupart des gens » mais que « les mélodies sont touchantes et courageuses et les paroles assez judicieuses », l'album comportant « suffisamment de variations dans les genres pour conserver son intérêt de bout en bout ».

## Liste des titres
Toutes les chansons sont écrites et composées par Brian Molko, Stefan Olsdal et Robert Schultzberg.
| Placebo | Placebo                                    | Placebo | Placebo | Placebo | Placebo | Placebo | Placebo | Placebo | Placebo |
| No      | Titre                                      | Durée   |         |         |         |         |         |         |         |
| ------- | ------------------------------------------ | ------- | ------- | ------- | ------- | ------- | ------- | ------- | ------- |
| 1.      | Come Home                                  | 5:08    |         |         |         |         |         |         |         |
| 2.      | Teenage Angst                              | 2:42    |         |         |         |         |         |         |         |
| 3.      | Bionic                                     | 5:00    |         |         |         |         |         |         |         |
| 4.      | 36 Degrees                                 | 3:04    |         |         |         |         |         |         |         |
| 5.      | Hang On to Your IQ                         | 5:13    |         |         |         |         |         |         |         |
| 6.      | Nancy Boy                                  | 3:31    |         |         |         |         |         |         |         |
| 7.      | I Know                                     | 4:43    |         |         |         |         |         |         |         |
| 8.      | Bruise Pristine                            | 3:37    |         |         |         |         |         |         |         |
| 9.      | Lady of the Flowers                        | 4:48    |         |         |         |         |         |         |         |
| 10.     | Swallow                                    | 4:52    |         |         |         |         |         |         |         |
| 11.     | H.K. Farewell (instrumental, piste cachée) | 7:29    |         |         |         |         |         |         |         |
| 54:04   |                                            |         |         |         |         |         |         |         |         |

Une réédition nommée 10th Anniversary Placebo Re-issue sort en septembre 2006. Cette réédition comprend à la fois les chansons remastérisées de l'album mais également les démos Paycheck et Flesh Mechanic et les faces B Drowning by Numbers et Slackerbitch, soit 15 titres au total. S'ajoutent également un livret contenant photographies et commentaires des membres du groupe, ainsi qu'un DVD.
| 12. | Paycheck            |  | 2:59 |
| 13. | Flesh Mechanic      |  | 4:28 |
| 14. | Drowning by Numbers |  | 2:57 |
| 15. | Slackerbitch        |  | 3:23 |

| 1.  | Come Home (Alexandra Palace - 11.04.06)                 | 5:00 |
| 2.  | Teenage Angst (The Big Breakfast, le 29.08.96)          | 2:39 |
| 3.  | Nancy Boy (Top of The Pops, le 31.01.97)                | 3:09 |
| 4.  | Lady of the Flowers (Glastonbury Festival, le 27.06.98) | 5:41 |
| 5.  | Teenage Angst (The White Room, le 23.08.96)             | 2:29 |
| 6.  | Bruise Pristine (Top of the Pops, le 23.05.97)          | 2:33 |
| 7.  | 36 Degrees (Wembley Arena, Londres, le 05.11.04)        | 5:02 |
| 8.  | 36 Degrees (vidéoclip)                                  | 3:15 |
| 9.  | Teenage Angst (vidéoclip)                               | 2:40 |
| 10. | Nancy Boy (vidéoclip)                                   | 3:20 |
| 11. | Bruise Pristine (vidéoclip)                             | 2:59 |